# ʿAlī al-Muqrī

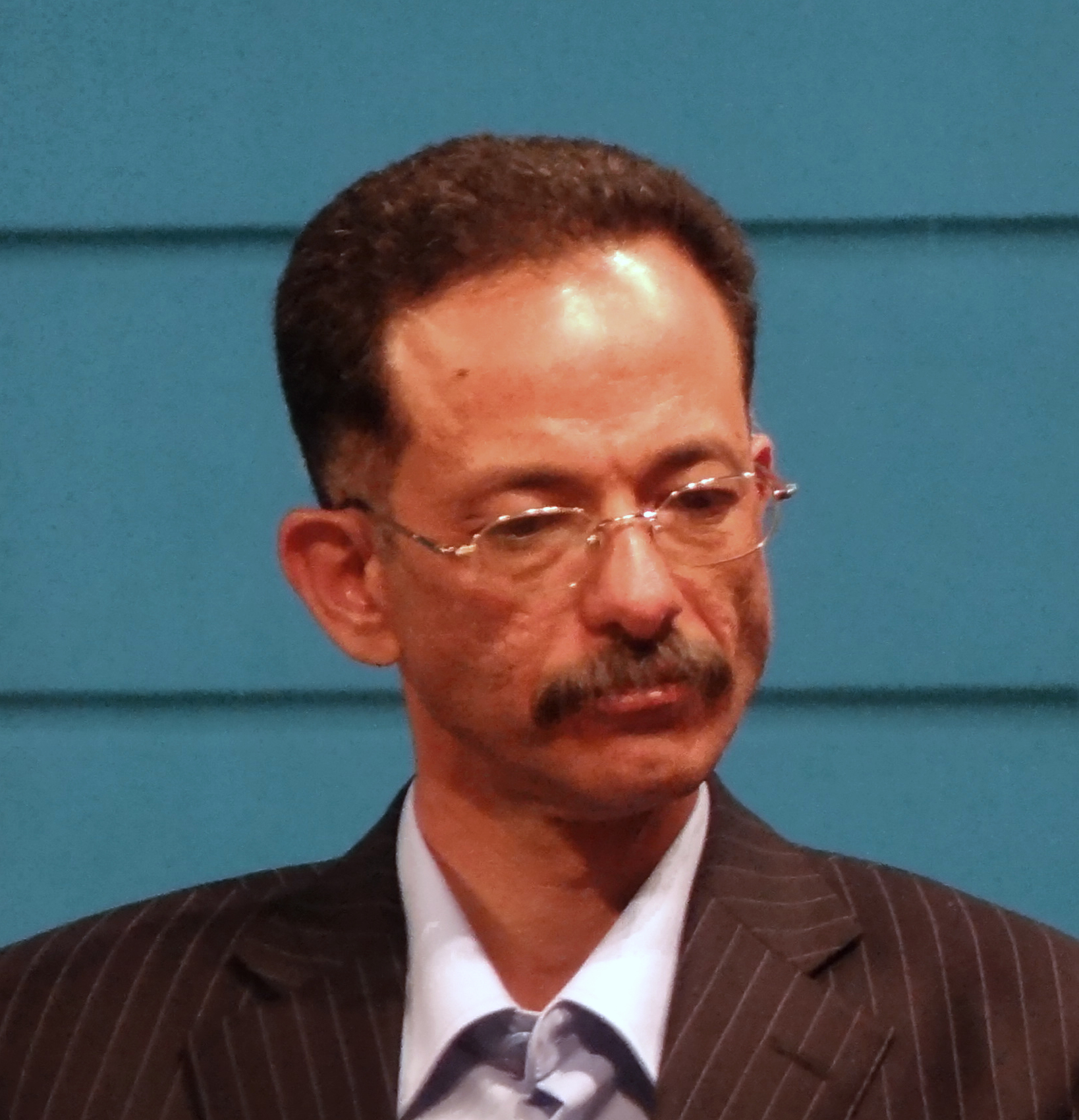
ʿAlī al-Muqrī, 2012

ʿAlī al-Muqrī (auch Ali al-Muqri; arabisch علي المقري; * 30. August 1966 in Taizz, Jemen) ist ein jemenitischer Journalist und Schriftsteller.

## Leben
Al-Muqri ist seit 1985 als Journalist für „fortschrittliche“ Zeitungen und Zeitschriften tätig. Er wurde als Verfasser eines Essays über den Islam und Alkohol bekannt. Des Weiteren setzt er sich für die Belange von religiösen und sozialen Minderheiten ein. Dieses Engagement führte dazu, dass gegen ihn Fatwas ausgesprochen wurden und er Morddrohungen erhielt.
Bisher sind drei Romane al-Muqris erschienen, von denen die beiden letzten auch in europäische Sprachen übersetzt wurden.
2009 war al-Muqri Teilnehmer am Internationalen Literaturfestival Berlin. Er lebt in Frankreich.

## Preise und Auszeichnungen
- 2009: Vorschlagsliste beim International Prize for Arabic Fiction für seinen Roman Black Taste, Black Odour.
- 2011: Vorschlagsliste beim International Prize for Arabic Fiction für Le Beau Juif (Der schöne Jude).

## Werke
- Black Taste, Black Odour. Dar el-Saqi, Beirut 2008, Libanon.
- Le Beau Juif, ins Französische übersetzt von Ola Mehanna und Khaled Osman. Éditions Liana Levi, Paris 2011, Reihe: Littérature étrangère, ISBN 978-2-86746-580-2.
- Femme interdite, ins Französische übersetzt von Ola Mehanna und Khaled Osman. Éditions Liana Levi, Paris 2015, Reihe: Littérature étrangère, ISBN 978-2-86746-756-1.
- Hurma, ins Englische übersetzt von Thomas Aplin. Darf Publishers, London 2015, ISBN 978-1-85077-277-4.
- Le pays du Commandeur, ins Französische übersetzt von Ola Mehanna und Khaled Osman. Éditions Liana Levi, Paris 2020, ISBN 979-10-349-0241-5 (Originaltitel: Bilâd al-Qâ'id, 2019).